# Bezirk Taboga
Taboga ist ein Bezirk (distrito) der Provinz Panamá in Panama. Die Einwohnerzahl betrug laut Volkszählung 2023 1089.

## Gliederung
Der Bezirk Taboga ist administrativ in folgende Corregimientos unterteilt:
- Taboga
- Otoque Occidente
- Otoque Oriente